# Hoa hậu Thế giới 1951
Hoa hậu Thế giới 1951, là cuộc thi Hoa hậu Thế giới đầu tiên trong lịch sử của cuộc thi này, được diễn ra vào ngày 29 tháng 7 năm 1951 tại Nhà hát Lyceum, Luân Đôn, Vương quốc Anh. 21 thí sinh từ khắp Vương quốc Anh và 5 thí sinh nước ngoài; tổng cộng có 26 thí sinh tham dự cuộc thi. Người chiến thắng là Kiki Håkansson từ Thụy Điển.

## Kết quả
| Kết quả               | Thí sinh                                |
| --------------------- | --------------------------------------- |
| Hoa hậu Thế giới 1951 | - Thụy Điển – Kiki Håkansson †          |
| Á hậu 1               | - Vương quốc Anh – Laura Ellison-Davies |
| Á hậu 2               | - Vương quốc Anh – Doreen Dawne         |
| Á hậu 3               | - Pháp – Jacqueline Lemoine             |
| Á hậu 4               | - Vương quốc Anh – Aileen Chase         |

## Các thí sinh
26 thí sinh tham dự cuộc thi Hoa hậu Thế giới đầu tiên
- Anh Quốc- Aileen P.Chase
- Anh Quốc- Ann Rosemary Weat
- Anh Quốc- Brenda Mee
- Anh Quốc- Doreen Dawne
- Anh Quốc- Eline M.Price
- Anh Quốc- Fay Cotton
- Anh Quốc- Jean Sweeney
- Anh Quốc- Jean Worthe
- Anh Quốc- Laura Ellison-Davis
- Anh Quốc- Margareth Mills
- Anh Quốc- Margareth Morgan
- Anh Quốc- Margareth Turner
- Anh Quốc- Marlene Ann Dee
- Anh Quốc- Mary McLaney
- Anh Quốc- Maureen O'Neill
- Anh Quốc- Nina Way
- Anh Quốc- Norma Kitchen
- Anh Quốc- Pat Cameron
- Anh Quốc- Sydney Walker
- Anh Quốc- Sylvia Wren
- Anh Quốc- Thelma Kerr
- Đan Mạch- Lily Jacobson
- Pháp- Jacqueline Lemoine
- Hà Lan- Margaret van Beer
- Thụy Điển-Kiki Håkansson †
- Hoa Kỳ- Annette Gibson